# Sporting Clube de São João de Ver
O Sporting Clube de São João de Ver (SCSJV) é uma instituição desportiva portuguesa que foi fundada a 25 de junho de 1929 e está sediada na freguesia de São João de Ver, Município de Santa Maria da Feira, Distrito de Aveiro. O clube, presidido por Pedro Oliveira, atualmente está sob um investimento de uma SAD, que contempla o escalão de juniores e de seniores, sendo esta presidida por Carlos Branco.
A equipa masculina de futebol joga na Liga 3.
No seu palmarés apresenta somente conquistas nas competições regionais de Aveiro.

## História
Grande parte da história do clube da cidade de São João de Ver, passou-se nos campeonatos regionais de Aveiro até 1998/99, época onde participam pela primeira vez nas competições nacionais. 
Contudo viriam a ser despromovidos nesse mesmo ano, tendo conquistado novamente a promoção à extinta Segunda Divisão de Portugal para a época de 2000/01, onde participaram apenas mais duas temporadas.
Já participaram da Taça de Portugal em algumas ocasiões, mas sem muito sucesso até à época de 2024/25 onde o clube atinge uns inéditos oitavos de final da prova após vencer fora por 0–2 o Lusitânia dos Açores.

## Palmarés
- Campeonato de Elite AF Aveiro: 1993/94
- 2ª Divisão AF Aveiro: 1973/74 e 1963/64
- Taça AF Aveiro: 2018/19

## Estádio
O SC São João de Ver joga em casa no Estádio Sporting Clube de São João de Ver.